# بطری شیشه‌ای

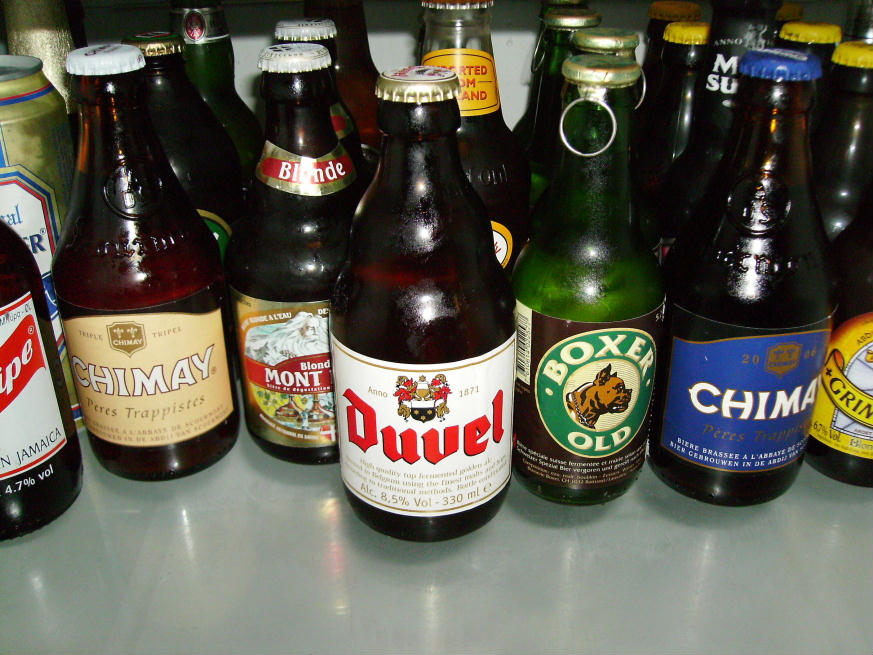
بطری‌های آبجو در انواع مختلف

بطری شیشه‌ای (انگلیسی: Glass bottle) یک بطری است که از شیشه ساخته شده‌است. بطری‌های شیشه‌ای می‌توانند در اندازه‌های مختلف زیادی وجود داشته باشند، اما بیشتر در ابعادی با گنجایش ۲۰۰ میلی لیتر تا ۱٫۵ لیتر در دسترس هستند. کاربردهای رایج این نوع بطری در مواردی از جمله چاشنی غذا، نوشیدنی گازدار، نوشیدنی الکلی، لوازم آرایشی و بهداشتی، ترشی و مواد نگهدارنده است؛ از این بطری به ندرت، به‌طور خاص برای پخش غیررسمی پیام استفاده می‌شود.

## تاریخچه
بطری‌ها و بستوهای شیشه ای، درون بسیاری از منازل در سرتاسر جهان یافت می‌شود. اولین بطری‌های شیشه‌ای در منطقۀ بین‌النهرین در حدود ۱٬۵۰۰ سال قبل از میلاد و در امپراطوری روم در اولین سال پس از میلاد تولید شدند.